# Kathedrale von Tepic

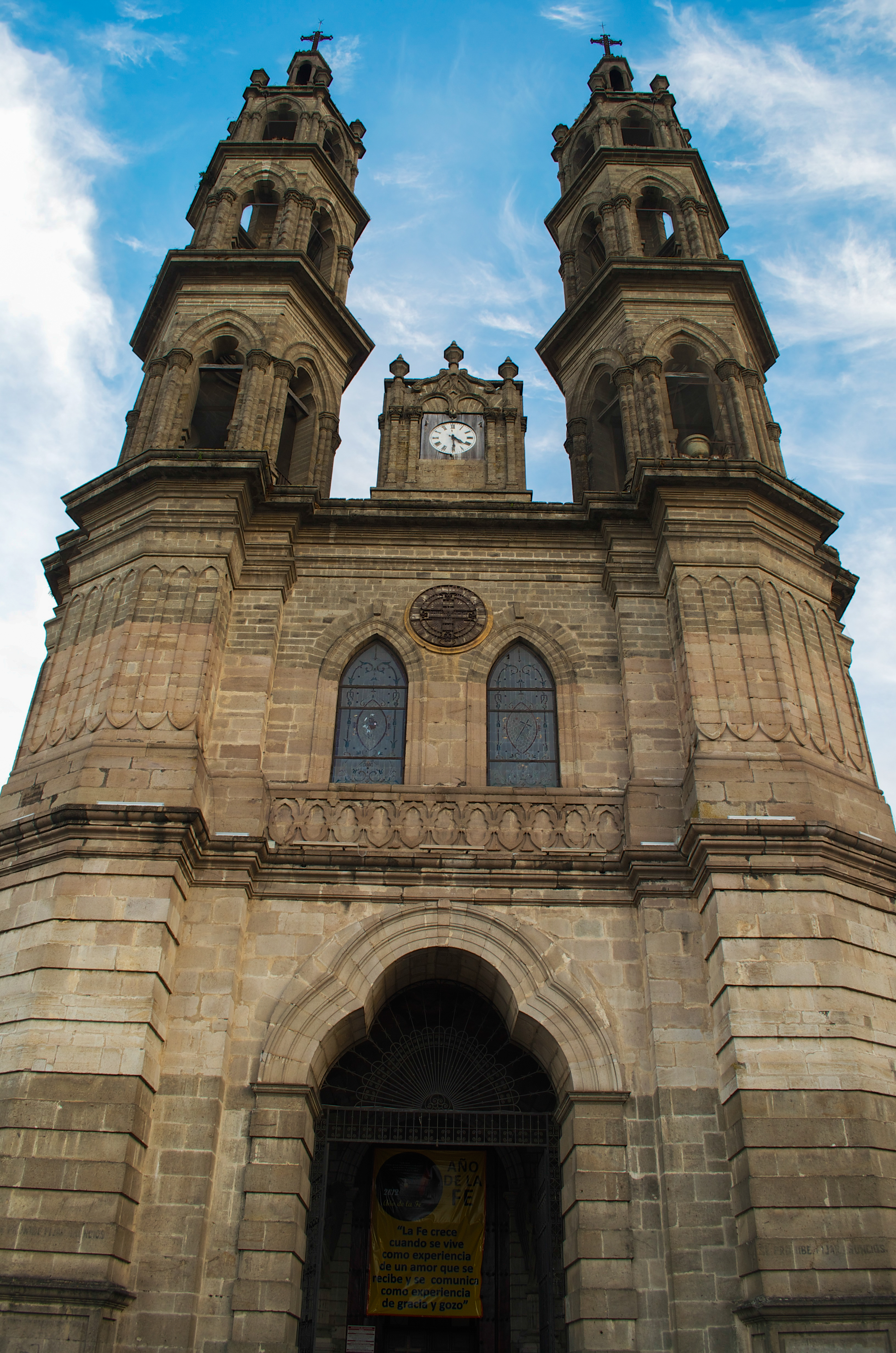
Kathedrale von Tepic

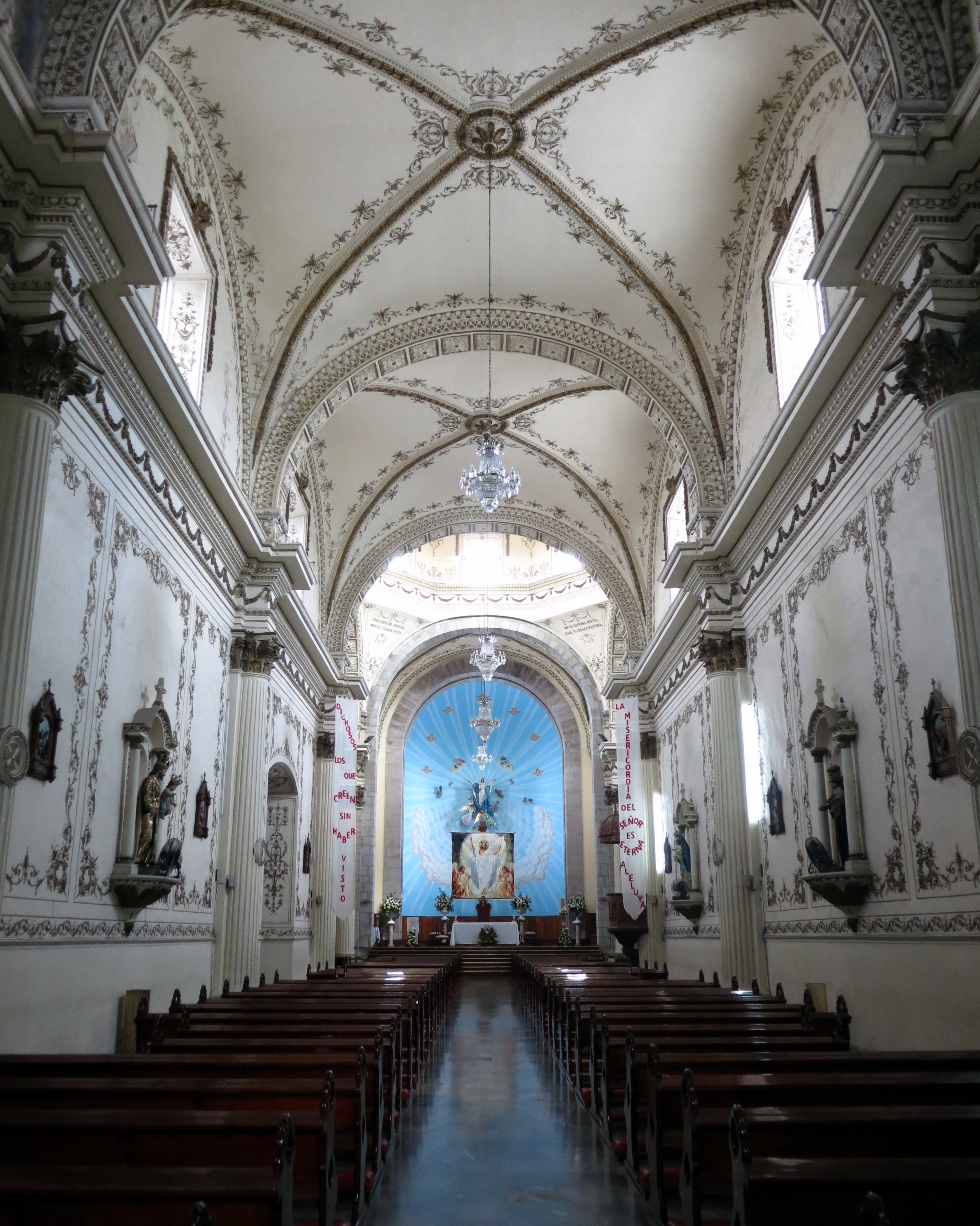
Langhaus und Chor

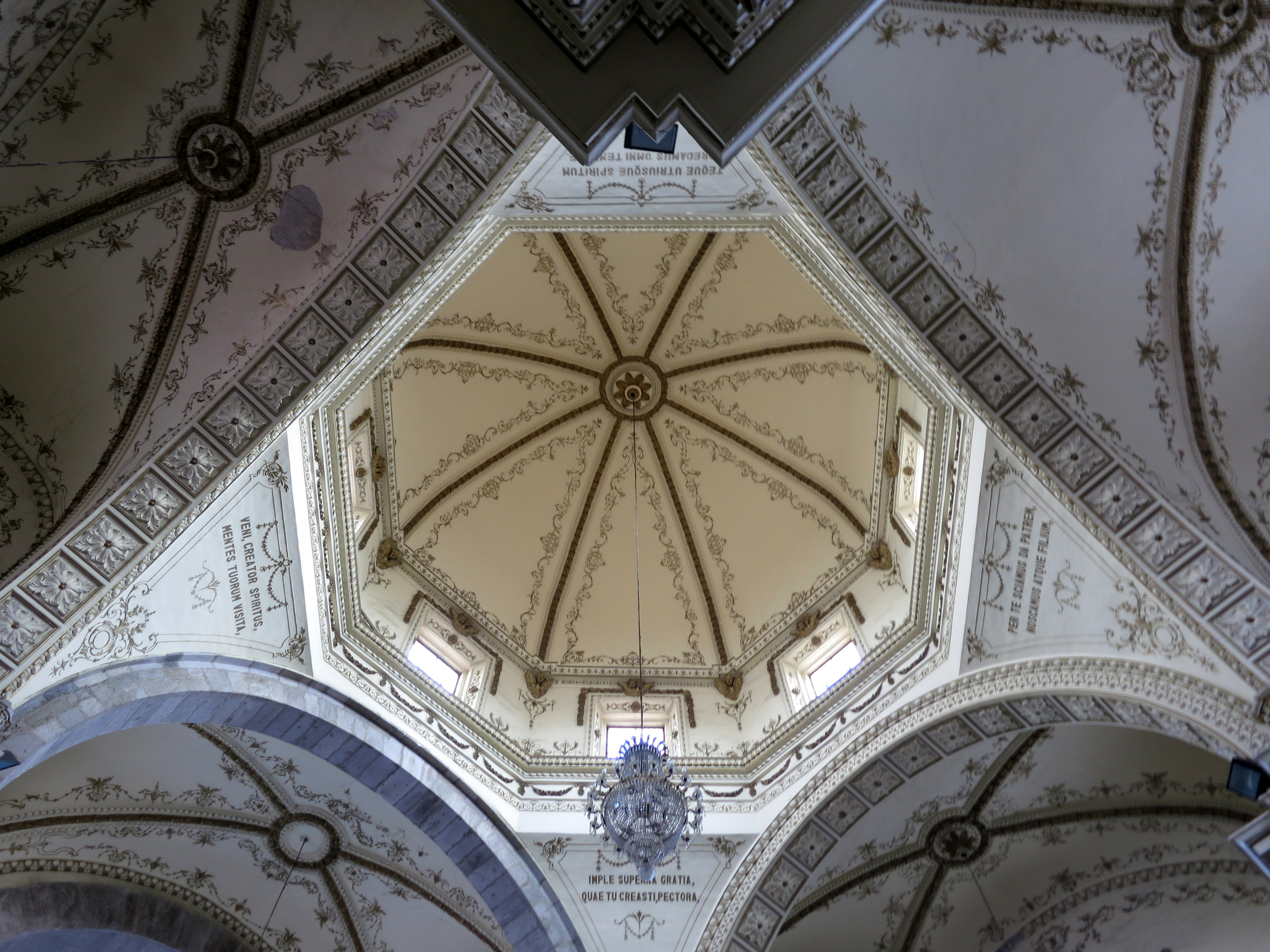
Vierungskuppel

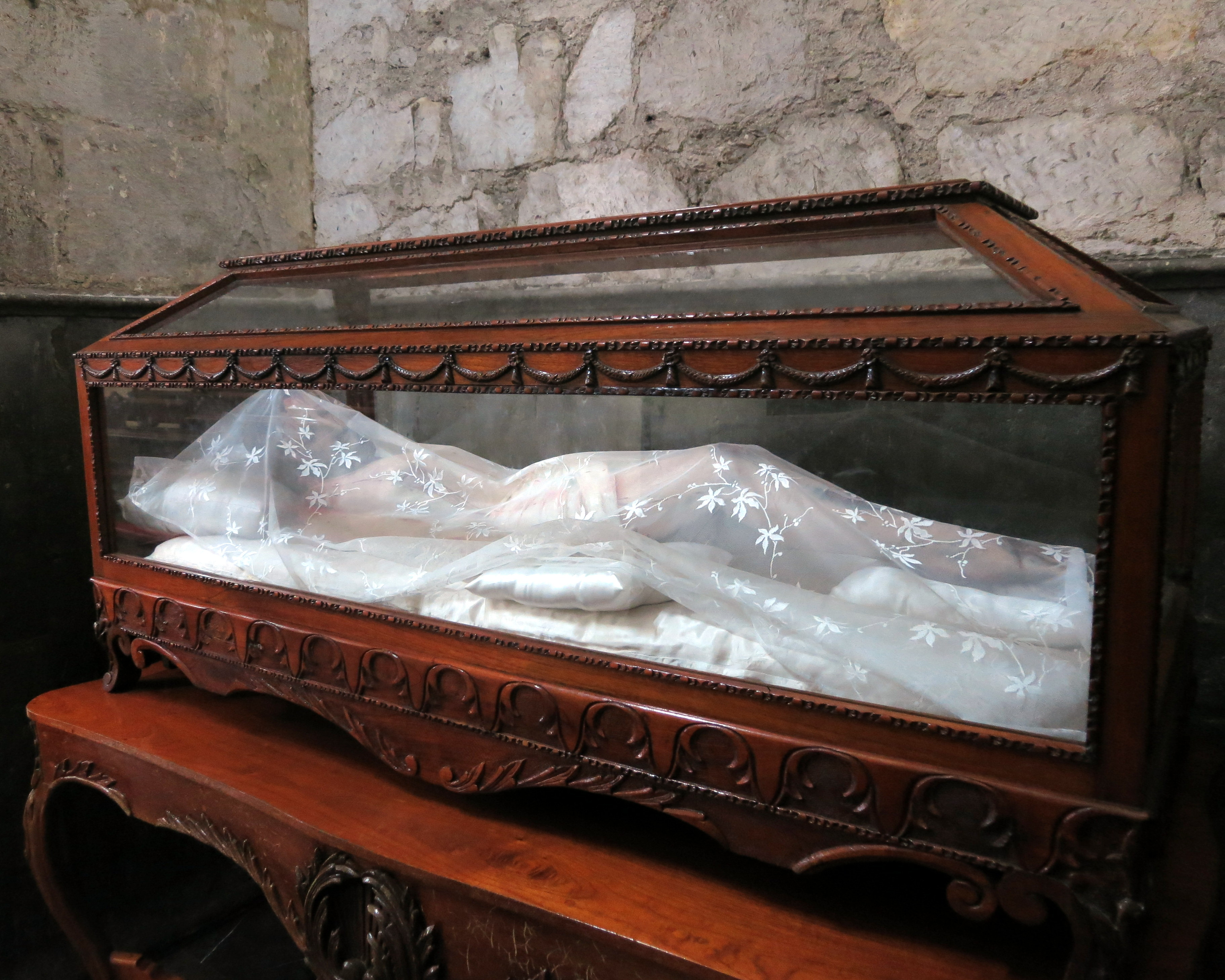
Gläserner Sarg mit Figur des Leichnams Christi

Die Kathedrale von Tepic ist die Bischofskirche des römisch-katholischen Bistums Tepic im mexikanischen Bundesstaat Nayarit. Sie ist der Unbefleckten Empfängnis (spanisch Purisima Concepción) der Gottesmutter Maria geweiht.

## Lage
Die ca. 920 m hoch gelegene Stadt Tepic hat etwa 400.000 Einwohner und befindet sich ca. 750 km (Fahrtstrecke) nordwestlich von Mexiko-Stadt. Sie ist seit langem die Hauptstadt der Region.

## Geschichte
Zu Beginn des 19. Jahrhunderts beschloss man den Abriss einer bestehenden Kirche und deren repräsentativen Neubau im neugotischen Stil; diese wurde im Jahr 1804 begonnen und 1885 vollendet. Die beiden Glockentürme waren elf Jahre später ebenfalls vollendet. Bereits im Jahr 1891 wurde von Papst Leo XIII. das Bistum Tepic geschaffen und aus der Kirche wurde eine Kathedrale.

## Architektur
Die Gestaltung der figurenlosen Fassade zeigt im unteren Teil romanische Elemente (Dreipass), während im oberen Teil einfache gotische Formen (Spitzbögen) dominieren. Der dreigeschossige Aufbau der mit sechseckigem Querschnitt errichteten Türme entspricht hingegen barocken Vorbildern. Das einschiffige Innere der Kirche ist ca. 52 m lang, 12,5 m breit und 16,5 m hoch. Es überwiegen gemäßigte barocke Formen; über der Vierung erhebt sich über einem oktogonalen durchfensterten Tambour eine Kuppel.

## Ausstattung
Eindrucksvoll ist ein gläserner offener Sarg mit einer von einem Schleier bedeckten Christusstatue.